# Nathaniel Atkinson
Nathaniel Caleb Atkinson (Launceston, 13 de junho de 1999) é um futebolista australiano que atua como lateral. Atualmente joga pelo Melbourne City.

## Carreira no clube

### Início da carreira
Nascido em Launceston, Tasmânia, Atkinson fez parte da equipe juvenil do Riverside Olympic antes de ingressar no programa NTC do Football Tasmania. Em 2016, Atkinson ingressou na academia do Melbourne City após um teste bem-sucedido com o clube. Ele jogou com o time Melbourne City NPL na NPL Victoria de 2016 a 2017. No final da temporada 2016–17, Atkinson começou a treinar com o time principal do Melbourne City.

### Melbourne City
Atkinson recebeu a camisa 37 para a temporada 2017-18.[carece de fontes?] Ele fez sua estreia competitiva pelo time em uma partida da FFA Cup contra o Peninsula Power no Dolphin Oval em 1º de agosto de 2017. Ele entrou como substituto no final da partida no lugar de Bruno Fornaroli, já que o Melbourne City vencia a partida por 2-0. Em 10 de dezembro de 2017, devido à suspensão do lateral-direito titular do Melbourne City, Manny Muscat, Atkinson fez sua estreia na A-League pelo clube contra o Central Coast Mariners. Apesar de ter sido nomeado lateral-direito antes da partida, Atkinson jogou a partida como ala-direito, com o Melbourne City vencendo por 1-0. Após a partida, o técnico do Melbourne City, Warren Joyce, elogiou Atkinson, dizendo "Achei que ele aproveitou bem a oportunidade. Ele me chamou a atenção assim que cheguei ao clube."
Em 12 de janeiro de 2018, após um início promissor, Atkinson assinou um contrato de dois anos com o Melbourne City.
Em setembro de 2020, Atkinson assinou um contrato de dois anos com a Perth Glory. No entanto, três semanas depois, seu contrato foi rescindido devido à pandemia de COVID-19, permitindo que ele assinasse outro contrato de dois anos com o Melbourne City.
Em 24 de dezembro de 2021, Atkinson assinou um contrato de três anos e meio com o Heart of Midlothian, clube da Scottish Premiership, com o acordo sendo concluído em 10 de janeiro de 2022.

## Carreira internacional
Ele foi convocado para a seleção principal da Austrália para as eliminatórias da Copa do Mundo da FIFA 2022 em 24 e 29 de março de 2022.
Atkinson foi convocado para a seleção australiana para a Copa do Mundo da FIFA 2022 em novembro de 2022.

## Títulos
Melbourne City
- A-League Premiership: 2020–21
- A-League: 2021